# PGC 28074
LEDA/PGC 28074 ist eine Balken-Spiralgalaxie vom Hubble-Typ SBd im Sternbild Antila südlich der Ekliptik. Sie ist rund 100 Millionen Lichtjahre von der Milchstraße entfernt. Gemeinsam mit NGC 3038, NGC 3087, NGC 3120, IC 2532 und PGC 27856 bildet sie die NGC 3038-Galaxiengruppe.